# Omar Cheikh II
Umar Shaikh Mirza II (1456 - 10 de junio de 1494) fue el gobernante del Valle de Fergana. Era el cuarto hijo de Abu Sa'id Mirza, emperador del Imperio timúrida en lo que hoy es Kazajistán, Uzbekistán, el este de Irán y Afganistán.
Su primera esposa y consorte principal fue Qutlugh Nigar Khanum, una princesa del Kanato de Chagatai hija de Yunus Khan de Mogolistán. Umar tuvo otras dos esposas y tuvo tres hijos y cinco hijas de ellas. Su hijo mayor fue Babur Mirza de su esposa Qutlugh Nigar Khanum. Sus hijos de estas otras dos esposas fueron Jahangir Mirza II y Nasir Mirza. Su hijo mayor Babur Mirza fundó el Imperio mogol en 1526 y fue el primer emperador mogol de la India.
Umar Shaikh Mirza murió en un extraño accidente en Aksi, Fergana, el 10 de junio de 1494. Lo que hizo de Babur el gobernante de Fergana con apenas once años de edad.